# Hormathia spinosa
Hormathia spinosa är en havsanemonart som först beskrevs av Hertwig 1882.  Hormathia spinosa ingår i släktet Hormathia och familjen Hormathiidae. Inga underarter finns listade i Catalogue of Life.